# Enrique Mühn
Enrique José Mühn (San Jerónimo Norte, 20 de febrero de 1897 - San Salvador de Jujuy, 21 de julio de 1966) fue un sacerdote católico argentino, perteneciente a la Congregación del Verbo Divino, que fue el primer Obispo de Jujuy desde su ordenación como tal en el año 1935 hasta el año 1965, poco antes de su fallecimiento.
Hijo de inmigrantes suizos asentados en la provincia de Santa Fe, estudió en el Colegio Apostólico de Rafael Calzada, provincia de Buenos Aires, perteneciente a los Misioneros del Verbo Divino, a cuya orden se incorporó. Ordenado sacerdote en 1930, realizó también estudios superiores, alcanzando el doctorado en teología y filosofía.
Fue elevado a la jerarquía de obispo en 1935, para cubrir el cargo en la recién creada Diócesis de San Salvador de Jujuy.
En 1938 invitó al teólogo alemán Juan Straubinger, exiliado del régimen nazi, a radicarse en Jujuy, donde este editó una revista bíblica antes de mudarse a La Plata, donde editará su propia traducción comentada de la Biblia.
Participó activamente en el Concilio Vaticano II, defendiendo la misa en lengua vulgar y la celebración comunitaria de los sacramentos. También tuvo participación en el movimiento que llevaría a la creación de la Universidad Católica Argentina.
Falleció en Jujuy el 21 de julio de 1966.